# Río Whanganui
El río Whanganui es el tercer río más largo de Nueva Zelanda, detrás del río Waikato y el río Clutha. Tiene una longitud de 290 kilómetros y corre en su totalidad en la región de Manawatu-Wanganui en el sur de la Isla Norte. El Whanganui es el río más largo que es navegable en Nueva Zelanda.
El Whanganui empieza a la altitud de 600 metros en el norte de la región y la primera localidad a su lado es Manumui, y más al este la villa de Taumarunui. Aquí, enlaza al río Ongarue y corre al sur en el Parque Nacional de Whanganui. Su curso es deshabitado hasta su final, cuando desemboca al Mar de Tasmania después de la villa de Whanganui.
Desde 1890, embarcaciones fluviales han navegado el río y cambiaban su ecosistema y las cosechas de anguilas. Los maoríes dicen que el río es sagrado y su antepasado. Desde los años 1930 han querido protección para el Whanganui, y han mandado peticiones al gobierno.
Desde 2017, el río Whanganui es reconocido por el gobierno de Nueva Zelanda como una persona jurídica con derechos y obligaciones. Es un río considerado sagrado por el pueblo maorí. El río está representado por un guardián, llamado Te Pou Tupua, que son en realidad dos personas que actúan en nombre del bienestar y salud del mismo ante la sociedad.